# Carlos Rivas Larrauri
Carlos Rivas Larrauri (Ciudad de México, 1900-1944) fue un poeta mexicano, autor de la llamada poesía vernácula, para recitarse en eventos sociales y que incluye muchos vocablos tomados del lenguaje popular cotidiano.

## Biografía
Nació en 1900, en la Ciudad de México, hijo único de Carolina Larrauri, que lo introdujo a la poesía y el amor a la lectura, y de Antonio Rivas, ranchero y charro que al perder sus tierras durante la Revolución Mexicana entró a la burocracia y se aficionó al alcohol. A la edad de 5 años se trasladó con su familia a Pachuca, donde conoció la elaboración del pulque, así como la vida de los mineros y demás gente del pueblo. Cursando el tercer año en la Escuela de Comercio abandonó sus estudios para trabajar como secretario en la Escuela Normal Rural Federal, en Ixtacuixtla, Tlaxcala, en 1930, la misma época en que comenzó a enviar poemas a una revista de la Ciudad de México, la cual los aceptó y publicó. Fue despedido de su empleo por sus problemas de alcohol y se dirigió a la capital, donde trabajo como inspector de mercados, lugar de donde fue despedido tres años después por el mismo problema que en el puesto anterior. Marchó de bracero a los Estados Unidos pero pronto fue deportado a su país de origen, momento desde el cual se abandonó a su gusto por el vino, la lectura y los versos. Residió con una tía suya en la colonia San Rafael, en la Ciudad de México, de donde se mudó, en la misma ciudad, al barrio de Tepito y luego a la Candelaria de los Patos. Fundó la Revista Vea, con Antonio Arias Bernal, Luis G. Peredo y Antonio Magaña Esquivel. También escribía prosa, con el seudónimo de R. Larriva Urías y con sus iniciales C.R.L., y publicaron libros suyos como "Rimas del pueblo", "Diez romances y otros poemas" y "Del arrabal", este último el cual contó con múltiples ediciones. Se casó con Luz Palacios Roji Pizarro de 29 años, en 1939. Posteriormente intensificó sus problemas de alcohol y falleció de cirrosis hepática en 1944, en una calle aledaña al viejo Mercado San Juan, de la Ciudad de México.

## Estilo
Sus versos se refieren a gente de bajo nivel socioecónomico de la ciudad o a gente de tipo ranchero. Su léxico tiende a lo pintoresco y popular, al lenguaje coloquial  y el dicho nacional. Su obra se cataloga junto con la de Chava Flores, con la diferencia de que el compositor musical exaltó el alma pícara y jubilosa del mexicano, en tanto que en la obra de este poeta, si bien tuvo un gran sentido del humor, la mayor parte de su producción destila melancolía y un desgarramiento que tiende ocasionalmente al patetismo. En su vida diaria era un hombre sumamente elocuente que se expresaba  al hablar en un lenguaje culto y de amplio vocabulario, sin embargo en sus poemas, el lenguaje del autor premeditadamente se identificaba con el de la gente humilde de su país, algo muy característico en su obra.

## Crítica
Es autor de obras conocidas entre los declamadores de poemas como "El arrabal" y "Porqué me quité del vicio" entre otros, este último poema, el cual ha sido recitado por declamadores como Manuel Bernal y figuras del ámbito musical como Vicente Fernández o los Tigres del Norte; sin embargo, a pesar de su popularidad, desafortunadamente la crítica oficial le ha prestado poca atención a su obra, a pesar de lo cual varias personalidades se han ocupado de ella, entre los cuales están el polígrafo, maestro y académico de la lengua Ermilo Abreu Gómez; el poeta e intelectual chileno Nicanor Parra; el arquitecto, escritor y cronista Armando Jiménez Farías; el periodista y prolífico escritor Alfonso Camín, que radicó en México muchos años, y René Capistrán Garza, director del diario "Novedades" y fundador de la Asociación Mexicana de Periodistas.